# 任顺嫔
任順嬪（?—?），名失考。錦衣衛正千戶任惠之女，明朝明世宗朱厚熜之嬪。

## 生平
任氏的出生、入宮及去世時間均待考。嘉靖十五年（1536年）九月初九日，進封宸妃沈氏、麗妃閻氏為貴妃，端嬪曹氏為端妃，安嬪沈氏為安妃，康嬪杜氏為康妃，並冊封錦衣衛正千戶盧惠之女盧氏為靖嬪、江洋之女江氏為恭嬪、任惠之女任氏為順嬪、趙汝誠之女趙氏為榮嬪。命侯郭勛、駙馬謝詔、伯衛錞、陳鏸、焦棟、王瑾、李全禮、輔臣李時、尚書夏言、顧鼎臣為正使，都指揮方銳、尚書梁材、張瓚、唐龍、王廷相、林廷㭿、嚴嵩、侍郎謝丕、張璧、都指揮王佐為副使。嘉靖二十六年五月二十二日，給任順嬪之母、錦衣衛正千戶任惠之妻王氏造墳銀三百二十兩。

## 冊文
根據《明世宗肅皇帝實錄》，順嬪任氏冊文曰：
```
「朕惟先王之制，備於成周，凖古宜今，禮從義起，建官有內外之職，分治別宮府之嚴。風自火出，教由家致，是以婦官不可不備也。咨爾任氏，性資柔靜，容止安莊，夙夜昭匪懈之誠，宮掖著克勤之績，眷茲婉淑，宜被寵休。茲特遣使持節，命爾為順嬪之冊命。鳴呼！匪徒專繫衍之懲，亦以望彤庭之助。樛木逮下，雖自尊施；小星為頌，亦由眾感。爾宜懋脩壼則，克順婦儀，益篤虔恭，贊襄宗祀，朝夕警勵，用著嘉聲，勿贊朕言，光斯寵命，敬哉！」
```